# The Simpsons Movie: The Music
The Simpsons Movie: The Music är musikalbumet med soundtracken från The Simpsons: Filmen och lanserades 24 juli 2007 och återfinns på cd och download. Samtliga låtar är komponerad av Hans Zimmer förutom The Simpsons Theme som är komponerad av Danny Elfman. Den 31 juli 2007 släpptes en ny upplaga i begränsad version bestående av ett donut-fodral i en box. Albumet hamnade som bäst på plats 108 på Billboard 200, under de fyra första veckorna fanns albumet på listan och såldes totalt i 19.500 exemplar. 
Till filmen lanserade Green Day en egen version av The Simpsons Theme. Låten medverkade även i filmen och släpptes som download men är inte inkluderad på albumet.
I filmen medverkar låten Spider Pig i två versioner, en gång med orkestern och a cappella med Homer. På cd:n medverkar enbart versionen framförd av orkestern. Spider Pig lanserades som singel och hamnade som bäst på plats 23 på UK Singles Chart. Låten hamnade även som bäst på tredje plats på the Irish Singles Chart.

## Låtlista
1. "The Simpsons Theme" – 1:27
2. "Trapped Like Carrots" – 2:15
3. "Doomsday is Family Time" – 2:27
4. "Release the Hounds" – 2:19
5. "Clap for Alaska" – 1:55
6. "What's an Epiphany?" – 2:07
7. "Thank You Boob Lady" – 2:45
8. "You Doomed Us All... Again" – 5:52
9. "...Lead, Not to Read" – 2:05
10. "Why Does Everything I Whip Leave Me?" – 3:05
11. "Bart's Doodle" – 1:01
12. "World's Fattest Fertilizer Salesman" – 5:05
13. "His Big Fat Butt Could Shield Us All" – 1:46
14. "Spider Pig" – 1:04
15. "Recklessly Impulsive" – 5:27
16. "Homer, Bart, and a Bike" – 2:24 (Endast på iTunes Store i USA och Kanada)